# Vogt (település)
Vogt település Németországban, azon belül Baden-Württembergben. Lakosainak száma 4710 fő (2023. december 31.). Vogt Wolfegg, Schlier, Kißlegg, Waldburg és Wangen im Allgäu községekkel határos.

## Népesség
A település népessége az elmúlt években az alábbi módon változott:
| Lakosok száma | 3448 | 4578 | 4576 | 4626 | 4676 | 4710 |
|               | 1975 | 2017 | 2019 | 2021 | 2022 | 2023 |